# Chiara Baschetti
Chiara Baschetti (Cesena, 28 marzo 1987) è una modella e attrice italiana.

## Carriera
Chiara Baschetti, nata a Cesena, ma cresciuta a Santarcangelo di Romagna, inizia a lavorare nel campo della moda dopo aver vinto nel 2003 il concorso di bellezza Elite Model Look Italia, grazie al quale si assicura un contratto con l'agenzia di moda Elite Model Management. Nello stesso anno vince il concorso Un volto per Fotomodella. A contribuire al suo successo va segnalata la sua somiglianza con la top model Cindy Crawford e l'attrice Hilary Swank.
Nella stagione autunno/inverno 2004 debutta sulle passerelle di Emporio Armani, sfilando nella stessa stagione anche per Gaultier, La Perla, John Galliano, Fendi, Dsquared², Krizia, Gianfranco Ferré, Blumarine e 
Cavalli. Nell'agosto dello stesso anno compare sulla copertina del mensile Gioia, cui seguiranno Cosmopolitan, L'Officiel, Elle, Marie Claire (Francia), Vanity Fair (Italia), Vmagazine, Amica (Italia) e Glamour (Italia).
Dal 2009 è apparsa nelle campagne pubblicitarie di Ralph Lauren, P&C, Brunello Cucinelli, Diesel, Calida, Ann Taylor, Chrysler, Class by Roberto Cavalli, Escada Sport, Estee Lauder, GF Ferrè, Kérastase, La Perla, Paola Frani, Rocco Barocco, Sisley, Tezenis, Yves Saint Laurent, Carpisa, Macy's, Clarins , Garnier, Nexxus, Patek Philippe, Yamamay, Brax, Testa Nera, e Breil.
Nel 2015 debutta al cinema col film Ma che bella sorpresa, di Alessandro Genovesi, accanto a Claudio Bisio.
Dal 2017 al 2019 debutta sul piccolo schermo come protagonista assieme a Gianni Morandi della serie in tre stagioni L'isola di Pietro, nel ruolo della vicequestore Elena Sereni.
Nel 2019 ha preso parte alla terza serie de I Medici nel ruolo di Fioretta Gorini.
Nel 2022 e 2023 prende parte alla settima e all'ottava stagione della soap opera Il paradiso delle signore nel ruolo di Matilde Frigerio di Sant'Erasmo.

## Filmografia

### Cinema
- Ma che bella sorpresa, regia di Alessandro Genovesi (2015)
- Credimi!, regia di Luna Gualano (2021)

### Televisione
- L'isola di Pietro, registi vari – serie TV (2017-2019)
- Un passo dal cielo 5 – serie TV, episodio La sorgente dell'odio (2019)
- I Medici - Nel nome della famiglia (Medici: Power and Beauty) – serie TV, episodio Sopravvivenza (2019)
- Il paradiso delle signore, registi vari – soap opera (2022-2024)
- Blanca, regia di Jan Maria Michelini e Michele Soavi – serie TV, 5 episodi (2023-in corso)

## Videoclip
- Scusa, diretto da Maurizio Carucci - singolo degli Ex-Otago (2019)
- Tutto ciò che abbiamo, diretto da Maurizio Carucci - singolo degli Ex-Otago (2020)

## Agenzie
- Women Management – Milano
- Munich Models – Monaco di Baviera
- Models 1 – Londra
- Model Management – Amburgo
- Elite Models Management – New York

## Campagne pubblicitarie
- Brunello Cucinelli A/I (2010-2012) P/E(2011-2013)
- Carpisa (2014)
- Chopard P/E (2013)
- Clarins (2013)
- Chrysler
- Diesel (2009)
- Escada Sport
- Estée Lauder
- GF Ferrè
- Kérastase
- La Perla
- Madeleine (2009)
- Breil
- Tezenis
- Nexus Hair
- Schwartzkopf
- Marco Bicego A/I (2014)
- Ralph Lauren (2008-2010 e 2012-2014)
- Yamamay (2013)
- Patek Philip
- Garnier Skin Care
- Uniqlo